# Grey Owl

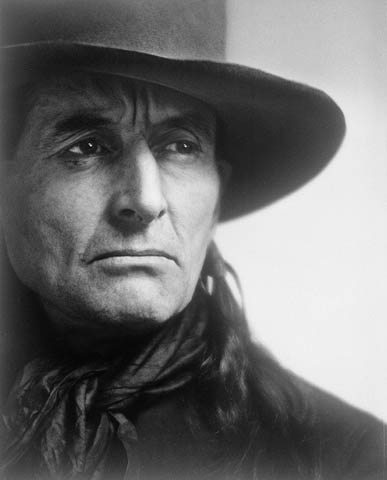
Grey Owl 1936, Fotografie von Yousuf Karsh

Grey Owl (* 18. September 1888 in Hastings, England; † 13. April 1938 am Ajawaan-Lake), bürgerlicher Name Archibald (Archie) Stansfeld Belaney, in Deutschland als Wäscha-kwonnesin, seltener als Grau-Eule bekannt, war ein englischstämmiger Trapper und Schriftsteller.

## Leben und Werk

### Kindheit und Jugend in England
Archibald Belaney stammte aus zerrütteten Familienverhältnissen. Im Alter von zwei Jahren übernahmen zwei Tanten seine Erziehung, wobei er sehr streng behandelt wurde. Von Kindheit an empfand er eine große Liebe zu den Indianern und zur Natur. Der junge Belaney machte als Junge lange Wanderungen durch die St. Helen’s Woods und andere Naturgebiete um Hastings, wobei er sich ausmalte, ein Indianer in den Wäldern Nordamerikas zu sein. Seine Tanten erlaubten ihm schließlich, in seinem Bodengemach eine kleine Menagerie einzurichten, wo er verschiedene Wildtiere pflegte und seinen Freunden mit seinen erstaunlichen Kenntnissen der Verhaltensweisen von Wildtieren imponierte.
Seine Tanten hatten gehofft, dass der junge Archibald aus seiner Schwärmerei für das Indianerleben herauswüchse, und sorgten nach seinem Schulabschluss für einen Arbeitsplatz in einem Holzhandel. Belaney spielte dort jedoch verschiedene Streiche, die schließlich zu seiner Entlassung führten.
Nachdem seine Tanten sahen, dass Belaney seinen Traum vom Leben in Kanada nicht aufgeben wollte, erklärten sie sich im Jahre 1906 schließlich bereit, seine Überfahrt dorthin zu finanzieren.

### Erster Aufenthalt in Kanada
Über die ersten Monate seines Lebens in Kanada ist nichts bekannt. Er erreichte schließlich Toronto, wo er eine Stelle als Verkäufer annahm. Sobald er genügend Geld verdient hatte, um die Reise in den Norden Ontarios zu bezahlen, setzte er sich in den Zug und fuhr nordwärts. Hier lernte er den erfahrenen Trapper Bill Guppy kennen, der dem jungen Belaney seine ersten Lektionen in der Kunst des Überlebens in der Wildnis Nordkanadas erteilte. Augenzeugen beschreiben die Leidenschaft Belaneys für das Leben des „Nordmanns“ und bezeugen, dass er sich binnen kürzester Zeit zu einem der besten „Kanumänner“ im Temagami-Distrikt entwickelte.
Belaney verbrachte viel Zeit mit den Ojibway-Indianern des Bear-Island-Stamms, deren Sprache er erlernte und bei denen er den Namen Grey Owl (ind. Wa-sha-quon-asin, auch Wäscha-kwonnesin, was so viel wie „Vogel, der nachts wandert“ bedeutet) annahm. Am 23. August 1910 heiratete er die Ojibway-Indianerin Angele Egwuna. Aus dieser Verbindung entstanden zwei Töchter.
Grey Owl nahm Stück für Stück indianische Lebensgewohnheiten an und versuchte, seine englische Kindheit zu vergessen. Wenn gefragt, gab er an, er sei Sohn eines schottischen Vaters und einer Apache-Mutter. Er beobachtete mit großer Besorgnis das Vordringen der „weißen Kultur“ in die Wildnis Nordontarios, die eine Zerstörung der indianischen Lebensweise befürchten ließ.

### Erster Weltkrieg
Als der Erste Weltkrieg ausbrach, meldete sich Grey Owl als Freiwilliger und wurde im Laufe des Kriegs in der Nähe von Ypern am Fuß schwer verwundet und durch Giftgas verletzt. Durch Zufall wurde er in ein Lazarett in Hastings verlegt, wo seine Tanten sich um ihn kümmerten und ihm die talentierte Balletttänzerin Ivy Holmes vorstellten. Die Tanten hofften, ihren Zögling nun endgültig wieder in ein normales englisches Leben zurückzuführen. Grey Owl heiratete Ivy Holmes am 10. Februar 1917, obgleich er offiziell noch mit Angele Egwuna verheiratet war. Kurz darauf kehrte Grew Owl nach Nordontario zurück. Ivy träumte indes von den Bühnen in London und Moskau und nicht von dem Leben eines Trappers. Grey Owl schrieb ihr schließlich von seiner noch gültigen Ehe mit Egwuna, und Ivy Holmes ließ die Ehe annullieren.

### Rückkehr nach Kanada
Nach seiner Rückkehr vom europäischen Kriegsschauplatz war Grey Owl noch entschlossener, das Leben der „Zivilisation“ endgültig hinter sich zu lassen. Die Nachkriegszeit war jedoch auch eine Zeit großer wirtschaftlicher Entwicklungen für Kanada, und die Zivilisation rückte immer weiter in den Norden vor. Übermäßige Fallenstellerei drohte die vormals reichen Biberbestände in Nordontario fast vollständig auszurotten, und der Lebensunterhalt als Fallensteller wurde immer schwerer.
Im Jahre 1925 lernte der nun 36-jährige Grey Owl eine 19-jährige Mohawk-Indianerin namens Gertrude Bernhard kennen. Es war Liebe auf den ersten Blick, und Gertrude, von ihren Freunden Pony genannt, folgte Grey Owl in seine Fallenstellerhütte im nördlichen Urwald. Da Grey Owl offiziell immer noch mit Angele Egwuna verheiratet war, ließ er sich mit Gertrude in einer indianischen Zeremonie trauen. Grey Owl gab Gertrude den indianischen Namen Anahareo, unter dem sie später zusammen mit Grey Owl weltberühmt wurde.
Anahareo war das Leben des Fallenstellers vom Grunde auf zuwider, und das ständige Töten setzte ihr psychisch sehr zu. Eines Tages fing Grey Owl eine Bibermutter und stellte dann fest, dass zwei junge Biber hinterblieben waren. Anahareo beschloss sofort, dass sie eine Verpflichtung habe, die jungen Biber großzuziehen. Diese Episode wurde zur Wende im Leben von Grey Owl und Anahareo. Die jungen Biber eroberten ihre Herzen, und wenig später traf Grey Owl die Entscheidung, das Fallenstellerleben für immer hinter sich zu lassen. Stattdessen träumte er von einer Biberkolonie, mit der er die dezimierten Biberbestände Kanadas retten wollte.
Der Norden der Provinz New Brunswick sollte den Kern der neuen Biberkolonie bilden. Der neue Standort war aber alles andere als ideal, und das Paar fand sich in argen finanziellen Schwierigkeiten. Grey Owl schrieb während des ersten Winters eine Naturerzählung für die englische Zeitschrift „Country Life“, wobei er sich weiterhin als Halbblut ausgab. Zu seiner Überraschung waren die Herausgeber von Country Life von seinem Beitrag begeistert, und zusammen mit einem beträchtlichen Scheck erhielt Grey Owl eine Einladung, eine Autobiografie zu schreiben.

### Anerkennung als Naturschützer und Schriftsteller
Er begann mit dem Verfassen seines ersten Werks, „The Men of the Last Frontier“ (1931), und schrieb nebenbei auch für andere britische und kanadische Magazine. Zwischenzeitlich hatten die Biber ihre Biberburg zur Hälfte innerhalb von Grey Owls Blockhütte und zur Hälfte außerhalb gebaut, was eine intensive Beobachtung dieser Wildtiere ermöglichte, über die Grey Owl schrieb.
Grey Owls schriftstellerische Arbeiten fanden sofort großen Anklang in Großbritannien, und auch der kanadische Nationalparkservice wurde auf ihn aufmerksam. Der Nationalparkservice bot ihm an, seine Arbeit als Naturschützer („Conservationist“) innerhalb eines Nationalparks fortzuführen. Dies würde ihm fast unbegrenzte Zeit zur Beobachtung und Schriftstellerei geben.
Grey Owl zog mit den Bibern zunächst in den Riding-Mountain-Nationalpark in Manitoba und kurze Zeit später in den Prince-Albert-Nationalpark in Saskatchewan. Hier erschienen „Pilgrims of the Wild“ (1934) und einige weitere Werke sowie seine Kurzgeschichten unter dem Titel „Tales of an Empty Cabin“ (1937). Zwischenzeitlich wurde Grey Owl zweimal zu langen Vortragsserien nach England eingeladen, wo seine Naturschutzbotschaft riesigen Anklang fand.
Grey Owl starb 1938 im Alter von nur 50 Jahren an einer Lungenentzündung in Beaver Lodge, seiner Hütte am Ajawaan-Lake im Prince-Albert-Nationalpark.

## Rezeption
Seine Werke – vor allem das Jugendbuch Sajo und ihre Biber –, unter dem Namen Wäscha-kwonnesin veröffentlicht, waren in den 1950er-Jahren in Deutschland sehr populär.
Sir Richard Attenborough verfilmte 1999 sein Leben unter dem Titel Grey Owl (auch Grey Owl und der Schatz der Biber). Darsteller der Titelrolle ist darin Pierce Brosnan.

## Nachwirkung
Die kanadische Regierung, vertreten durch den für das Historic Sites and Monuments Board of Canada zuständigen Minister, ehrte Grey Owl am 20. November 1993 für sein Wirken und erklärte ihn zu einer „Person von nationaler historischer Bedeutung“.

## Werke
- Männer der letzten Grenze (auch: Volk der sinkenden Sonne) (Men of the Last Frontier) (1931)
- Sajo und ihre Biber (The Adventures of Sajo and her Beaver People) (1935)
- Kleiner Bruder (Pilgrims of the wild) (1937)
  - Kleiner Bruder: Grau-Eule erzählt von Indianern, Bibern und Kanufahrten. Aus dem Englischen von Käte Freinthal. Lamuv-Verlag, Göttingen, ISBN 3-88977-350-8.
- Das einsame Blockhaus (Tales from an empty cabin) (1938)
- Im Land der Nordwinde (1990)
  - Im Land der Nordwind. Aus dem Englischen von Katarina Freinthal. Lamuv-Verlag, Göttingen 1995, ISBN 3-88977-168-8.
- Ihre Mokassins hinterließen keine Spuren: Grau-Eule erzählt: Aufgeschrieben im Jahre 1930. Aus dem Englischen von Käte Freinthal. Lamuv-Verlag, Göttingen 1992, ISBN 3-88977-287-0.